# 적량항
적량항은 경상남도 남해군 창선면 진동리에 있는 어항이다. 1981년 12월 24일 지방어항으로 지정하여 관리하고 있다. 시설관리자는 남해군수이다.

## 어항 연혁
- 적량마을이 형성된 역사가 삼국시대 이전이라고 하나 이를 증명할 구체적인 자료와 논리는 부족하지만 한때 도벌꾼들이 유물들을 도굴해 갔다는 것과, 이후 주민들이 유물의 가치를 알고 마을에서 나온 여러 유물들을 진주박물관과 경희대 박물관에 보내 보관되고 있다는 것으로 봐 역사가 오래된 마을이다. 마을 앞으로 보이는 통영의 사량도와 수우도 사이에서 붉은 해가 제일 먼저 떠오르는 양씨성 사람들이 사는 마을이라 하여 '적량(赤梁)'이라 불렀다고 한다. 그러나 지금은 양씨는 몇 가구에 지나지 않고 김해 김씨가 70%를 이루고 있다.

## 어항 시설
- 방파제 244m, 물양장 290m

## 주요 어종
- 홍합, 도다리, 노래미, 장어, 볼락